# Zhuhai International Circuit
Zhuhai International Circuit is een permanent circuit in de buurt van Zhuhai, Volksrepubliek China. In 1999 zou hier een Formule 1-race worden gehouden, maar dit ging niet door vanwege logistieke problemen. Op 16 december 2007 werd hier de Chinese ronde van de A1 Grand Prix gehouden. Dit zou ook moeten gebeuren in het A1GP-seizoen 2009-10, maar door financiële problemen van de A1GP werd dat seizoen afgelast.

## Resultaten

### A1 Grand Prix
| Seizoen   | Winnaar sprintrace  | Winnaar hoofdrace  |
| --------- | ------------------- | ------------------ |
| 2007-2008 | Michael Ammermüller | Narain Karthikeyan |